# Pseudoliarus strenua
Pseudoliarus strenua är en insektsart som beskrevs av Alexander Fyodorovich Emeljanov 1978. Pseudoliarus strenua ingår i släktet Pseudoliarus och familjen kilstritar. Inga underarter finns listade i Catalogue of Life.